# 本坊元児
本坊 元児（ほんぼう がんじ、1978年8月7日 - ）は愛媛県松山市出身のお笑い芸人。2001年1月に水口靖一郎とソラシドを結成した。ボケ担当、立ち位置は左。大阪NSC20期生。よしもと山形県住みます芸人。

## 人物
- 血液型O型、身長183cm。趣味は節約。
- 長身で、動きを交えたボケが特徴。baseよしもとでは屈指の不思議キャラだった。
- NSCで同期の川島明（麒麟）とは無二の親友である。川島曰く、普通にしていればモテるらしい。
- 武智正剛（スーパーマラドーナ）とは中学校の同級生だが、NSCでは本坊が先輩のため、武智は「本坊さん」とさんづけで呼んでいる[2]。
- 「マンスリーよしもとPLUS」2012年5月号に、読み切りエッセイ「本坊元児の日雇い日誌」が掲載された。
- 2010年に上京するも、お笑いの仕事がほとんど無いため、工事現場のアルバイトをしていた。Twitterでその様子を頻繁につぶやいていて、あまりにもネガティヴな内容のツイートが芸人の間で話題になり、2015年2月、これまでの人生や工事現場のアルバイトの日常などを書いた「プロレタリア芸人」を上梓した[1][3][4][5][6]。
- あなたの街に住みますプロジェクトの『山形県住みます芸人』に就任後、2018年より[7]西村山郡西川町に在住し、100円という破格の家賃で農業を始める。2021年1月25日に放送された「人生が変わる1分間の深イイ話」で山形での生活や東京の吉本本社で大根を即売するなど密着。のちに親友である川島明（麒麟）との思い出話が放送された。

## エピソード
- 芸人として全く売れていない時代(18歳頃)、同様に売れていなかった川島の家に入り浸ったり、また、入り浸られたりする生活を送っていた。本人達は、その頃が一番楽しかった時期だと言っている。ちなみに、麒麟のDVD「キリリン！」に収録されている「NEET」というコントは、その頃を懐かしんだ川島、麒麟バージョンで再現したコント。副音声ではそのことを伝えるために川島が本坊を招待し、川島と二人でその頃のことを詳しく話している。また、再現コントなのだということを本坊に伝えたとき、本坊が思わず「マジで?! めっちゃ嬉しい!!ちょっと黙って。真剣に見るから」と言い、「いや、副音声ですから、本坊さん。話して下さい」と川島に宥められる場面も収録されている。
- 上記の頃、川島とは常に喧嘩(本人達曰く「遊びで」)をしていたらしい。例えば、川島が風呂からあがった際に、突然踵落としをするなど（「普通に喧嘩したら、(川島は当時プロレスが少し好きだったので)俺のプロレス技で負けるから、奇襲作戦に出よったんですよ」川島談）。
- 川島が新居へ引っ越した時、電気のカバー（ガラス製）を落として割ってしまい、そのうえ「最初から割れてたで」と言って川島を笑わすほどキレさせた（川島曰く「初めてキレすぎて笑った」）。その上、川島の部屋の合鍵を勝手に作った。
- ラジオ番組の本番中に、麒麟・川島から手紙を送られ号泣したことがある。そのときは、田村までもつられて泣きそうになっていたらしい（川島談）
- 2004年のオールザッツ漫才では登場時に派手に転倒した。
- ソラシドの東京進出を祝って博多大吉が仲のいい後輩を集めてパーティーを開いたが、主役の本坊のみ大吉に一切礼を言わずそのまま帰ってしまった。同席していた芸人から咎められその理由を尋ねられると、「（深夜）12時を過ぎていたから」と全く理由になっていない返答をした。
  - この事をあとから聞いた川島から居酒屋に呼び出され「お前そんな事では芸能界はおろか社会人としてやっていかれへんぞ」と冷静に4時間説教され、小学校からの自分の他人に対する行いを思い出し泣いた。
- チケット売りをする際は、あまり声をかけずに待っている。

## 出演
個人での出演番組・作品を記載。ソラシドとしての出演番組・作品はソラシド#出演を参照。

### テレビ
- 芸人報道（日本テレビ、2013年12月1日）
- アメトーーク!（テレビ朝日、2013年12月12日）- 「偶然を愛する芸人」に出演
- いろはに千鳥（テレビ埼玉、2015年2月24日・2016年3月22日・2017年3月21日）
- しゃべくり007（日本テレビ、2021年1月11日）
- 人生が変わる1分間の深イイ話（日本テレビ、2021年1月25日）下積みが長い人は本当に幸せなのか？SP
- 爆笑問題&霜降り明星のシンパイ賞!!（テレビ朝日、2021年4月11日）
- とろサーモン村田とソラシド本坊のアウトドア日和（仙台放送、2022年5月14日 - ）
- 5時に夢中!（TOKYO MX 、2023年2月10日・5月12日）

### テレビドラマ
- ウチの娘は、彼氏が出来ない!!（日本テレビ、2021年1月13日 - ）田山 役[8]

### 映画
- 脱・東京芸人（2023年） - 本坊を主人公としたドキュメンタリー映画

### ラジオ
- グーグーモンキーズ（MBSラジオ）
- ゴーゴーモンキーズ（MBSラジオ、2005年10月-2006年3月） - 木曜日

### インターネット番組
- 街録ch〜あなたの人生、教えて下さい〜（YouTube番組、2021年）
- ゼロラボチャンネル（YouTube番組、2021年-）

### ライブ
- 2012年8月11日「本坊元児と申します」(新宿ネイキッドロフト)

## 著作
- 『プロレタリア芸人』（2015年2月3日発売、扶桑社）[1]
- 『脱・東京芸人～都会を捨てて見えてきたもの』（2022年4月21日、大和書房）

## 舞台
- 2015年 「三十三回忌」（ 12月8日～13日 幌張馬車プロデュースVol.5 作：池田 真一 （演出） 木村（^^）ひさし）